# Ojos de Agua (ort i Honduras, Departamento de Copán)
Ojos de Agua är en ort i Honduras.   Den ligger i departementet Departamento de Copán, i den västra delen av landet, 190 km väster om huvudstaden Tegucigalpa. Ojos de Agua ligger 895 meter över havet och antalet invånare är 1 340.
Terrängen runt Ojos de Agua är kuperad. Runt Ojos de Agua är det ganska tätbefolkat, med 230 invånare per kvadratkilometer. Närmaste större samhälle är Santa Rosa de Copán, 8,4 km nordost om Ojos de Agua. 